# スクイージー

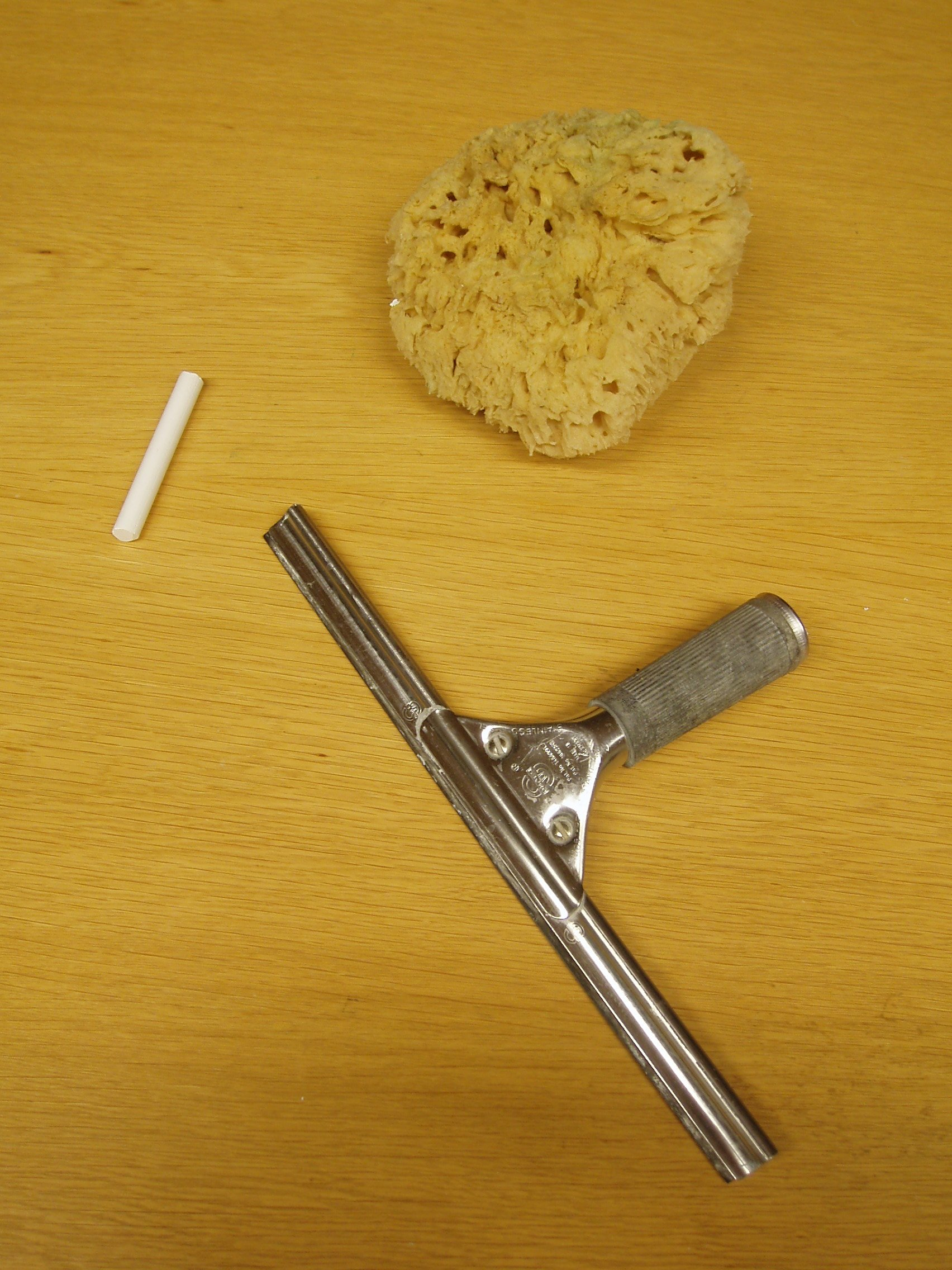
スクイージー、スポンジ、チョーク

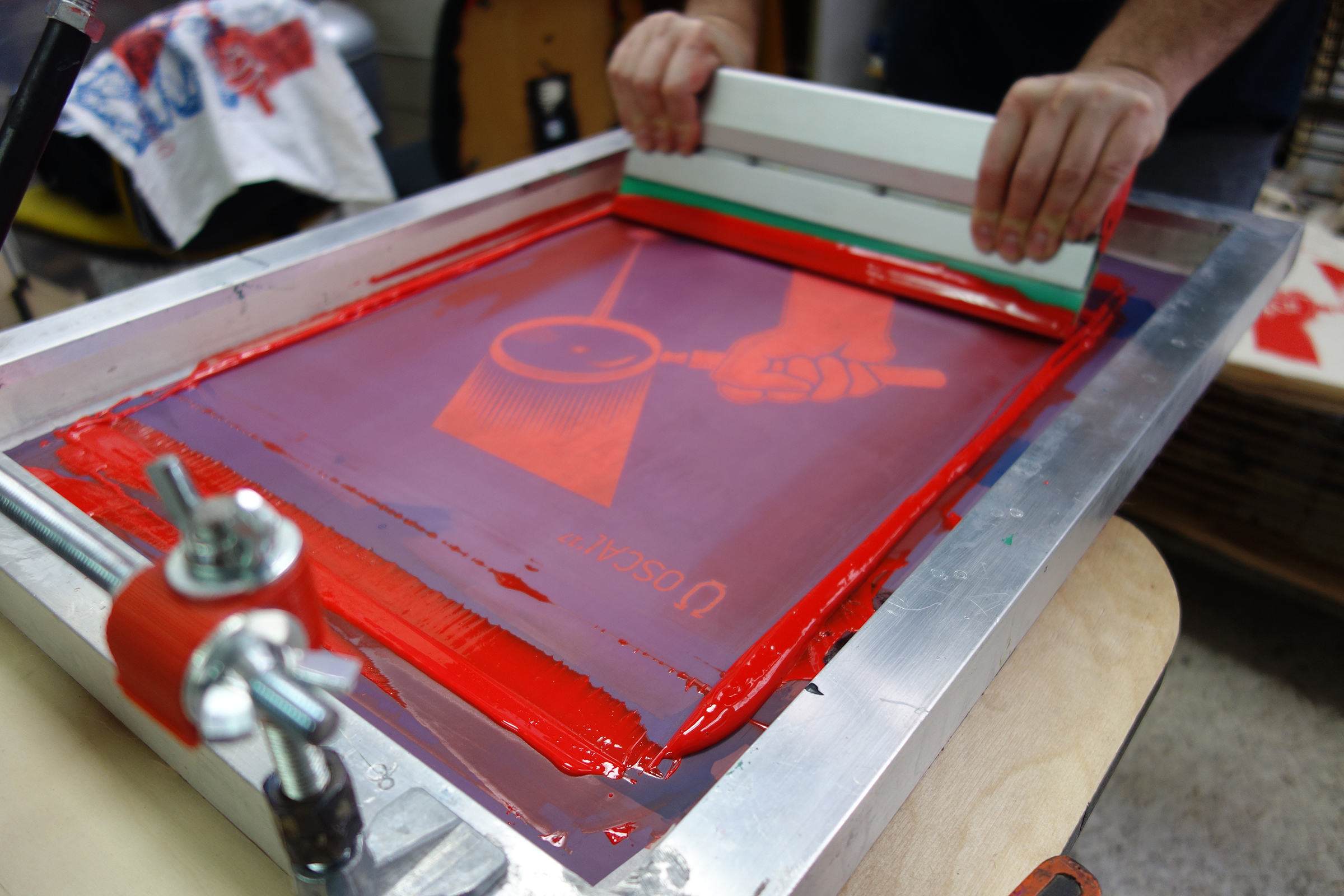
アルバニアのティラナのオープンソースカンファレンスアルバニア(OSCAL)の販促資料をシルクスクリーンで作成する様子(手にしているのが版画用のスキージー)

スクイージー（英：squeegeeまたはsquilgee、スキージーとも）は、まっすぐで滑らかなゴム製のブレード部分を使って、平らな表面の水分を取り除くのに使う道具である。スクイージーの名はそのオノマトペから来たものである。掃除と印刷の際に用いられる。
元来のスクイージーは柄が長く、ブレード部分も木製で、漁師が船のデッキの掃除をする際、魚の血や鱗をこすり落とし、水で洗い落とすために使っていた。

## 窓の掃除
スクイージーの中でも最もよく知られているのは、おそらく手持ちサイズの窓用スクイージーであり、これはガラスの表面から洗浄液や水を取り除くために使われる。
石鹸水が潤滑油の働きをして汚れを分解し、次いでスクイージーが水溶性の汚れを取り除けば、ガラスの表面は完全にきれいになる。
スクイージーには、反対側にスポンジの付いたものもあり、これはバケツの石鹸水を吸い取らせて汚れた窓を洗うのに使う。
20世紀に超高層建築物が建設されると、窓をより効率よく掃除できる道具が必要となった。
清掃業者はシカゴ・スクイージーを使用するようになる。これはゴムのブレードが2本付いた、かなり大きな道具である。
ブレード部を取り換えるには、ネジを12ヶ所、ゆるめる必要があった。
ブレードが1本の窓掃除用スクイージーは、1936年にエトレー・ステコンが特許をとった。
ステコンのスクイージーは、軽量な真鍮と、尖って柔軟なゴム製ブレードとで造られていた。
エトレー・プロダクツ株式会社（Ettore Products Co.）は、現在でもスクイージーの製造業者大手である。
スクイージーを使うと、取っ手の長さ分、掃除の手が届く範囲を広げることができる。
シンプルなスクイージーは、家庭での使用に向け、シャワーのドアや浴室のタイル、車庫の床など様々な目的に合わせて生産されている。
清掃業者に特化したものとして、ブレードの下側にマイクロファイバーが付属されて、汚れを洗剤で分解するのと汚れた水を取り除くの同時にできる一般にスティーラーと呼ばれるものもある。

### 技術
業者が「スイベル法」「扇法」と呼ぶ方法とは、一連の往復運動を行い、スクイージーの最先端の水分を保持したまま方向転換するやり方である。
このやり方ならば、反対側でターンし終えると、水や汚れが取り残されることがない。
しかし直線的な往復運動の方が、水平方向にしても垂直方向にしても、通常は「扇法」よりもずっと効率的である。
水滴が少々残った場合は、布製・紙製のタオルで拭くよりも、セーム革のクロスで拭く方がよい。
この原因としては、スクイージーが誤って曲げられ、ゴムのブレードの下の水、もしくは窓の上辺へと押し上げられた水分が、ガラスの乾いた部分にはみ出している可能性がある。
スクイージーを傾ける方向は、ガラスの上でブレードが、水を濡れた側へと押しやる方向に一致させなければならない。
窓清掃業者が使う別の方法は、ガラスのすでに濡れた部分をブレードでとんとん叩き、ゴムのブレードに付いた余分な水を取り除くやり方である。
代わりにゴムのブレードの水分をタオルでぬぐい取ることもできるが、この方法は手間がかかり、柄に拡張棒を取り付けている場合は特に実際的ではない。
ギネス・ワールド・レコーズによれば、世界で最も早く窓掃除ができる人は、イギリス・エセックスにある南オッケンドンのテリー・ブロウズという人物で、彼は2005年3月、バーミンガムの国際エキシビジョン・センターにおいて、一般的な45インチ×45インチの窓3枚1組を、9.24秒で拭き上げた。
彼は11.8インチのスクイージー、2.4ガロンの水を使用した。
日本においても1986年から2年に1回、社団法人東京ガラス外装クリーニング協会（GCA）の主催で、日本ガラスクリーニング選手権大会が行われている。

## 床掃除
フロア用スクイージーは、窓用スクイージーに似ているが、箒のような長い柄がついている。
水や石鹸水を撒いた後、水を排水管に掃き流すのに使う。
フロア用スクイージーは、軍隊の兵舎やスーパーマーケットの精肉部といった、定期的に床を掃除する必要がある場所でよく使われている。病院では、手術室や通常の診察室などで生じたあらゆる汚れを清掃するために、フロア用スクイージーを使用する。
これは、スクイージーの作り自体が、より衛生的な清掃を可能にするためである。

## 印刷と現像
スクリーン印刷では、スクイージーは、ステンシルやシルクスクリーンの裏にインクを均等に広げるために使われる。
これにより印刷表面の画像をクリアにすることができる。
シルクスクリーン用のスクイージーは通常、窓用スクイージーよりも厚くて柔軟性の少ないブレードを使っている。
スクイージーはまた、写真を現像する際、印画紙を洗ってから乾燥させるとき、しわやしみを防ぐために使われる。

## 他の用法
ブレードの固いスクイージーは、陶製タイルを表面に張り付ける際、目地ごてやグラウトごてと同様、グラウトや接着剤を塗るのに使用する。また同様に印刷物を看板や掲示板に貼り付けるときにも使用される。
馬用のスクイージーは、馬の外皮から汗を取り除く際に使用される。
窓掃除用のスクイージーに似ているが、馬用はブレードが湾曲している。
アメリカ同時多発テロ事件の際には、窓掃除業者の Jan Demczur は、スクイージーを使ってワールドトレードセンター内のエレベーターシャフトから自身を含め6人の脱出に成功した。
黒板を自動で消すスクイージーを使用している大学もある。
テニスコートから水分を排出し乾燥させるためのスクイージーもある。

## 参照
1. ↑  The Ettore story
2. ↑  プラスワンサービス
3. ↑  Window Cleaning Video
4. ↑  The World's Fastest Window Cleaner
5. ↑  Morris Equitation: Horse scraper
6. ↑  September 11: Victims and Heroes — Jan Demczur